# Allée de Saint-Cyr
L'allée de Saint-Cyr est une voie de circulation des jardins de Versailles, en France.

## Description
L'allée de Saint-Cyr débute au sud-ouest sur l'allée de l'Accroissement et se termine environ 1 900 m au nord-est sur l'allée du Rendez-Vous.